# Radeln ohne Alter

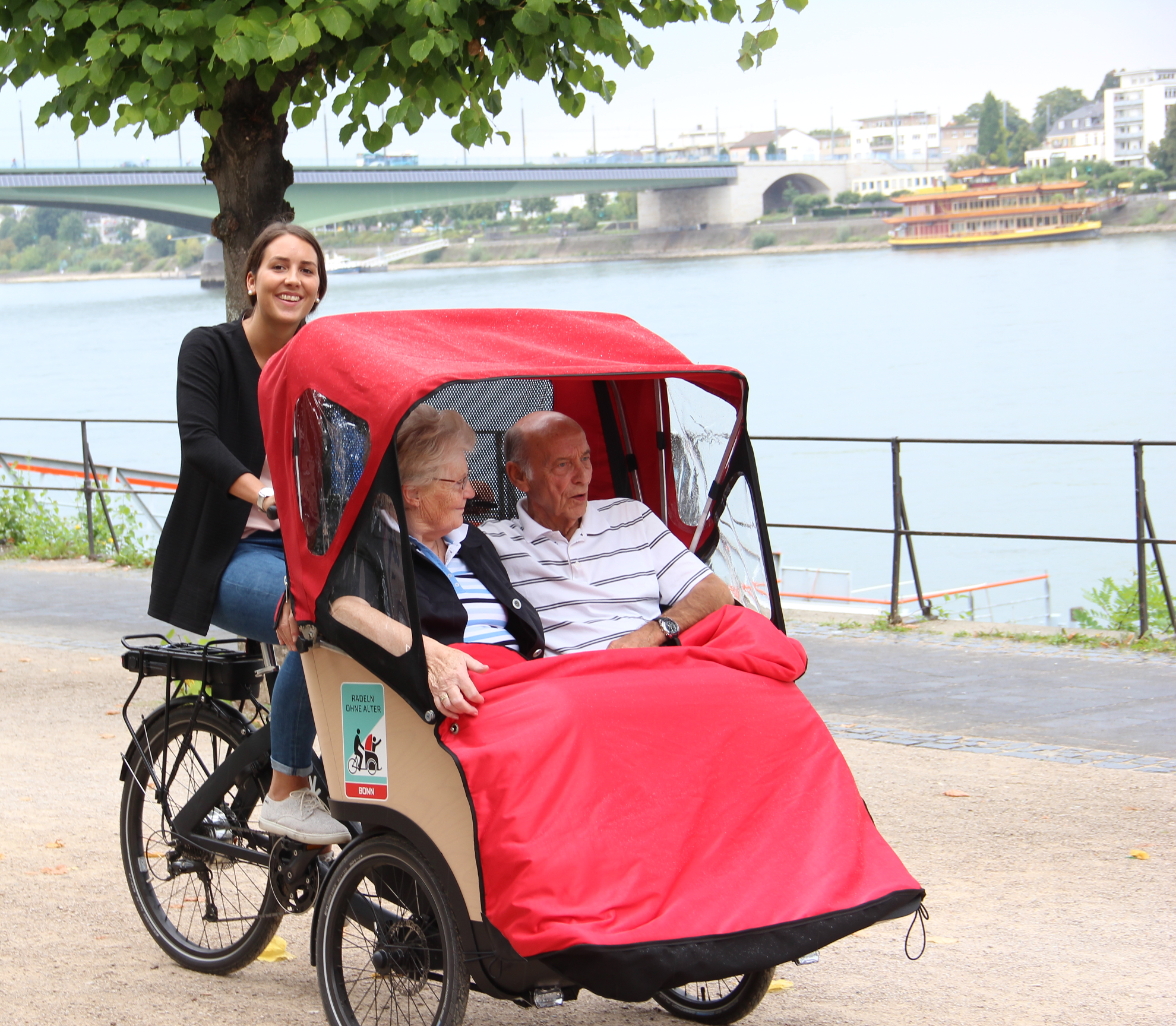
Ein Radeln ohne Alter Ausflug am Rhein in Bonn

Radeln ohne Alter ist der Name einer Initiative, die 2012 in Kopenhagen entstand und danach von vielen Menschen in die Welt getragen wurde.
Unter dem Motto „Jeder hat das Recht auf Wind in den Haaren“ bietet die Initiative Menschen, die nicht mehr selber in die Pedale treten können, kostenlose Rikscha-Fahrten an. Ziel ist es, gesellschaftliche Teilhabe zu ermöglichen und Mobilität im Alter zu bieten sowie die soziale Isolation und Einsamkeit zu bekämpfen.

## Geschichte
Die Geschichte der Initiative begann 2012 in Kopenhagen, als der 47-jährige Sozialunternehmer Ole Kassow wie jeden Tag mit dem Rad zur Arbeit fuhr. Auf seinem Weg sah er einen älteren Herren vor einer Senioreneinrichtung sitzen. Die Begegnung blieb ihm im Kopf. Später, beim Betrachten historischer Stadtbilder, überlegte er, ob dieser Herr früher genauso gerne mit dem Rad unterwegs war wie er selbst heute. Auf die Überlegung folgte eine Idee: Ole mietet eine Fahrrad-Rikscha, fährt zur Senioreneinrichtung und bietet eine Fahrt an. Eine ältere Dame und ihre Betreuerin machen den ersten Rikscha-Ausflug.
Die Strecke führt sie zu Orten, die die Heimbewohnerin von früher kennt. Sie erzählt Geschichten aus dieser Zeit und freut sich sehr, diese Orte wiederzusehen. Der Ausflug ist ein großer Erfolg und bald wollen auch andere Bewohner des Heimes mit der Rikscha gefahren werden. Mit Unterstützung der Heimleitung wird aus einer spontanen Idee ein regelmäßiges Freizeitangebot.
Als Ole Kassow die Stadtverwaltung von Kopenhagen anschreibt und um die Finanzierung einer Rikscha für die Senioreneinrichtung bittet, findet er auch dort überraschend Unterstützung: Es werden auf einen Schlag fünf Rikschas bestellt. Mit einer Parade der neuen Rikschas im April 2013 wird die Initiative dann der Öffentlichkeit vorgestellt – zwei Fernsehsender und verschiedene Zeitungen berichten.
Aus Ole Kassows Idee ist die Initiative „Cykling uden alder, deutsch ‚Radeln ohne Alter‘, englisch Cycling without Age“ geworden, die sich schnell in Dänemark und bald darauf in vielen Ländern der Welt verbreitet. Mit Stand Februar 2023 gibt es 3050 regionale Gruppen mit über 4900 Rikschas in mehr als 50 Ländern in Europa, Nordamerika, Asien und Australien (inkl. Neuseeland).
Meist bildet sich in einem Stadtteil oder kleinem Ort eine Gruppe, die eine Rikscha organisiert und diese den umliegenden Heimen und sozialen Einrichtungen für Ausflüge zur Verfügung stellt. Freiwillige werden in die Handhabung der Rikscha eingewiesen und stellen sich als Fahrer zur Verfügung.

## Wirkung
In einer Studie des Instituts für Bildung, Erziehung und Beratung wird 2019 festgestellt, dass die von Radeln ohne Alter angebotenen Ausflüge grundsätzlich einen positiven Effekt auf ältere Menschen haben. Die Fahrgäste profitieren von den vielen neuen sozialen Kontakten und empfinden die Fahrten als Bereicherung für ihren Alltag. Mit dem erweiterten Bewegungsradius können sie die freie Natur wieder erleben und Orte besuchen, an die sie schöne Erinnerungen haben. Insbesondere aber die Gespräche mit dem Rikscha-Fahrer und mit anderen Menschen, denen man auf der Fahrt begegnet, werden positiv bewertet.
Wegen der besonderen Bauart der Rikschas (Fahrgäste vorne, Fahrer hinten) ist eine Kommunikation während der Fahrt jederzeit problemlos möglich: „Die soziale Isolierung, die für viele Senioren eine große Hürde des Alltags darstellt, wird durch Radeln ohne Alter also zwangsläufig verkleinert oder sogar aufgelöst – wovon nicht nur die Senioren, sondern auch die Piloten selbst enorm profitieren. Auch bei den Piloten sind die positiven Erfahrungen sehr weitreichend. Sie verlieren Berührungsängste mit der Generation älterer Menschen und lernen einen ungezwungenen und entspannten Umgang mit ihnen. Sie können sportliche Betätigung mit sozialem Engagement verbinden und machen zusätzlich wichtige zwischenmenschliche Erfahrungen.“
Auch eine Studie in Schottland von 2020 hat die Auswirkungen der Initiative Radeln ohne Alter auf die Gemütslage und das Wohlbefinden von Bewohnern in Senioreneinrichtungen untersucht. Die Analysen zeigten signifikante Verbesserungen der Stimmung an Tagen, an denen die Bewohner mit der Rikscha unterwegs waren, im Vergleich zu anderen Tagen. Daraus wurde geschlossen, dass kurzfristige Verbesserungen deutlich erkennbar sind.
Auch in Medienberichten werden diese positiven Auswirkungen bestätigt: Senioren haben teilweise nach einem Ausflug wieder begonnen zu sprechen. Demenzkranke genossen die Ungezwungenheit, wurden weniger aggressiv und kamen nach dem Ausflug gut gelaunt ins Heim zurück. Gehbehinderte freuten sich, dass sie unbeschwert an frischer Luft eine längere Strecke zurücklegen konnten. Sehbehinderte erklärten, dass sie beim Radfahren alle Sinne nutzen können – den Duft der Blumen riechen, dem Gesang der Vögel lauschen und den „Wind in den Haaren spüren“.

## Prinzipien
Alle Ausfahrten sind für die Senioren stets kostenlos. Dies fußt auf den fünf Leitprinzipien der Initiative:
- Großzügigkeit – Menschen Zeit schenken
- Geschichten – erzählen und zuhören
- Beziehungen – entstehen lassen
- Langsamkeit – nutzen, um die Umgebung zu erfahren
- Ohne Alter – Generationsunterschiede überbrücken

Die Ausflüge mit den Heimbewohnern werden von Freiwilligen in deren Freizeit durchgeführt. Die Kommunikation zwischen Fahrgästen und Fahrern hat einen sehr hohen Stellenwert, daher werden auch nur solche Rikschas benutzt, bei denen die Fahrgäste vorne sitzen und somit eine gute Unterhaltung möglich ist. Während der Fahrt entsteht eine freundschaftliche Beziehung zwischen Fahrgästen und Fahrern. Durch das langsame und geruhsame Erfahren der Landschaft entlang der gewählten Strecke wird die Umgebung intensiv erlebt und gemeinsam genossen. Altersunterschiede werden genutzt um einander zuzuhören und voneinander zu lernen.

## Durchführung
Die Initiative Radeln ohne Alter kann unterschiedliche, örtliche Gegebenheiten berücksichtigen: Die sozialen Einrichtungen organisieren die Rikschafahrten meist als Freizeitangebot für die Heimbewohner und helfen bei der Logistik. Freiwilligengruppen vor Ort rekrutieren Fahrerinnen und Fahrer, weisen diese in die Handhabung der Rikscha ein und schulen den Umgang mit den Fahrgästen. Der Kauf der Rikschas wird durch Spenden oder auch durch die nutznießenden Heime finanziert. Bestehende Gruppen und der Dachverband Radeln ohne Alter Deutschland e. V. unterstützen Neugründungen durch Beratung.
Vor Ort gibt es die Kapitäne, das sind erfahrene Fahrerinnen und Fahrer, die für die Rikscha verantwortlich sind und neue Freiwillige schulen, bevor diese Piloten selbstständig Rikscha-Ausflüge mit Fahrgästen unternehmen.

## Vereinsarbeit
Neben allgemeinen Vereinsaktivitäten – wie Stammtische, Vereinssitzungen, Mitgliederversammlungen – engagieren sich Radeln ohne Alter-Ortsgruppen in der Öffentlichkeitsarbeit, zum Beispiel auf Messen und anderen Veranstaltungen; andere bieten Erste-Hilfe-Kurse für Mitglieder an. Auch mehrtägige und sogar mehrwöchige Touren werden organisiert: 2019 eine Rikscha-Tour vom Bodensee entlang des Rheins bis nach Bonn; im Herbst 2019 den Berliner Mauerweg entlang; im Herbst 2018 von Bonn nach Berlin.

## Die Arbeit des Dachverbands
Radeln ohne Alter setzt sich für die Teilhabe der Menschen mit eingeschränkter Mobilität am gesellschaftlichen Leben und gegen die Vereinsamung und soziale Isolation älterer Mitmenschen ein. Es gibt ein Recht auf Wind in den Haaren in jedem Lebensalter. In Umsetzung dieser Philosophie haben sich seit 2015 in Deutschland bereits vereinzelt Radeln ohne Alter Initiativen gegründet. Der gemeinnützige Dachverband Radeln ohne Alter Deutschland e. V., der 2019 in Bonn gegründet wurde, unterstützt neue Standorte bei der Gründung von Ortsgruppen. Ziel des Dachverbands ist es, noch mehr Menschen in Deutschland die Möglichkeit zu geben, den Wind in den Haaren zu spüren. Als zentrale Stelle berät der Verein die lokalen Initiativen und unterstützt bei organisatorischen und technischen Fragen. So soll ein nachhaltiger, strukturierter Aufbau auf Bundes- und Landesebene gesichert, einzelne Initiativen vernetzt und Synergieeffekte genutzt werden.